# مسجد عطية

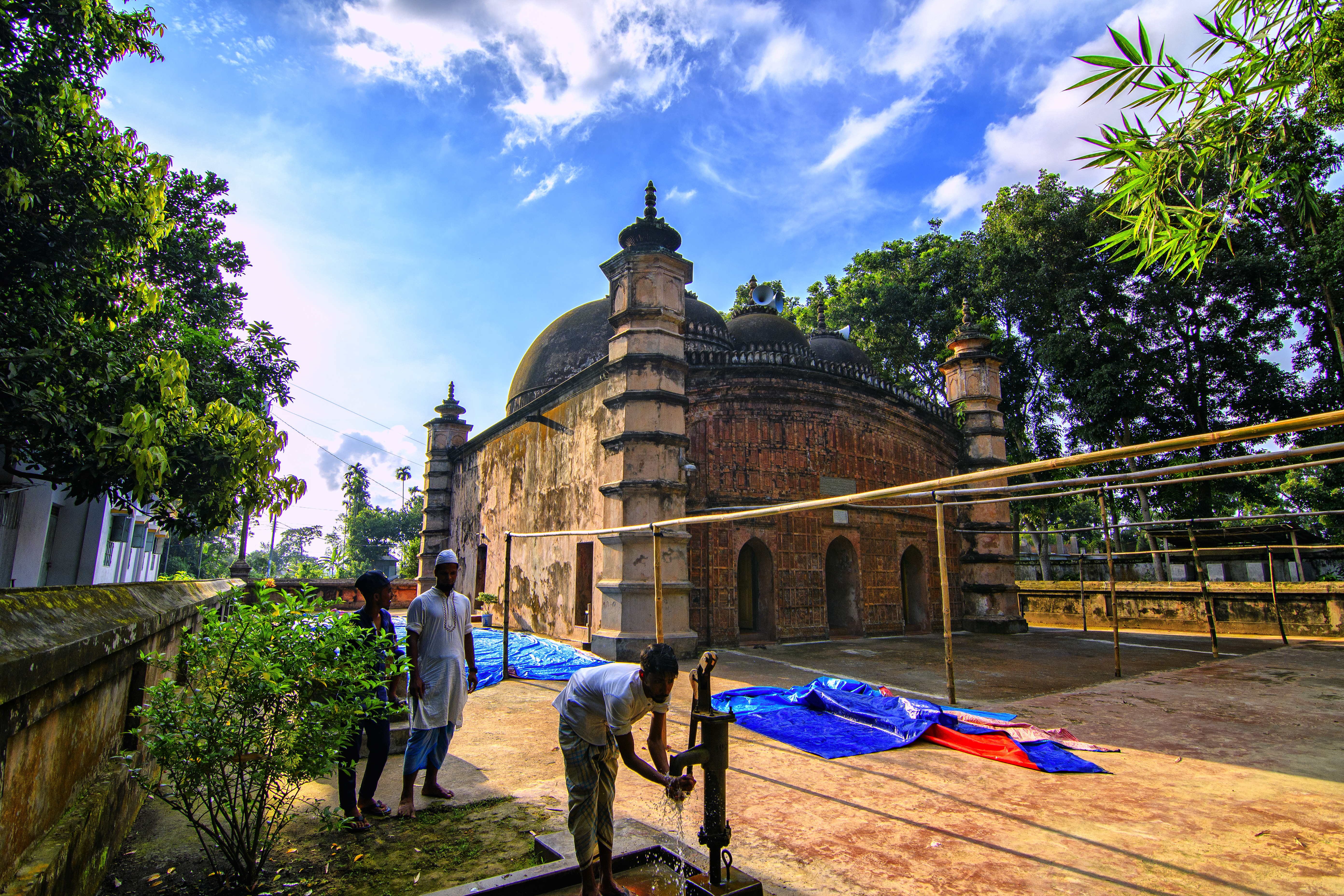
مسجد عطية أثناء توضئ أحد المصلين.

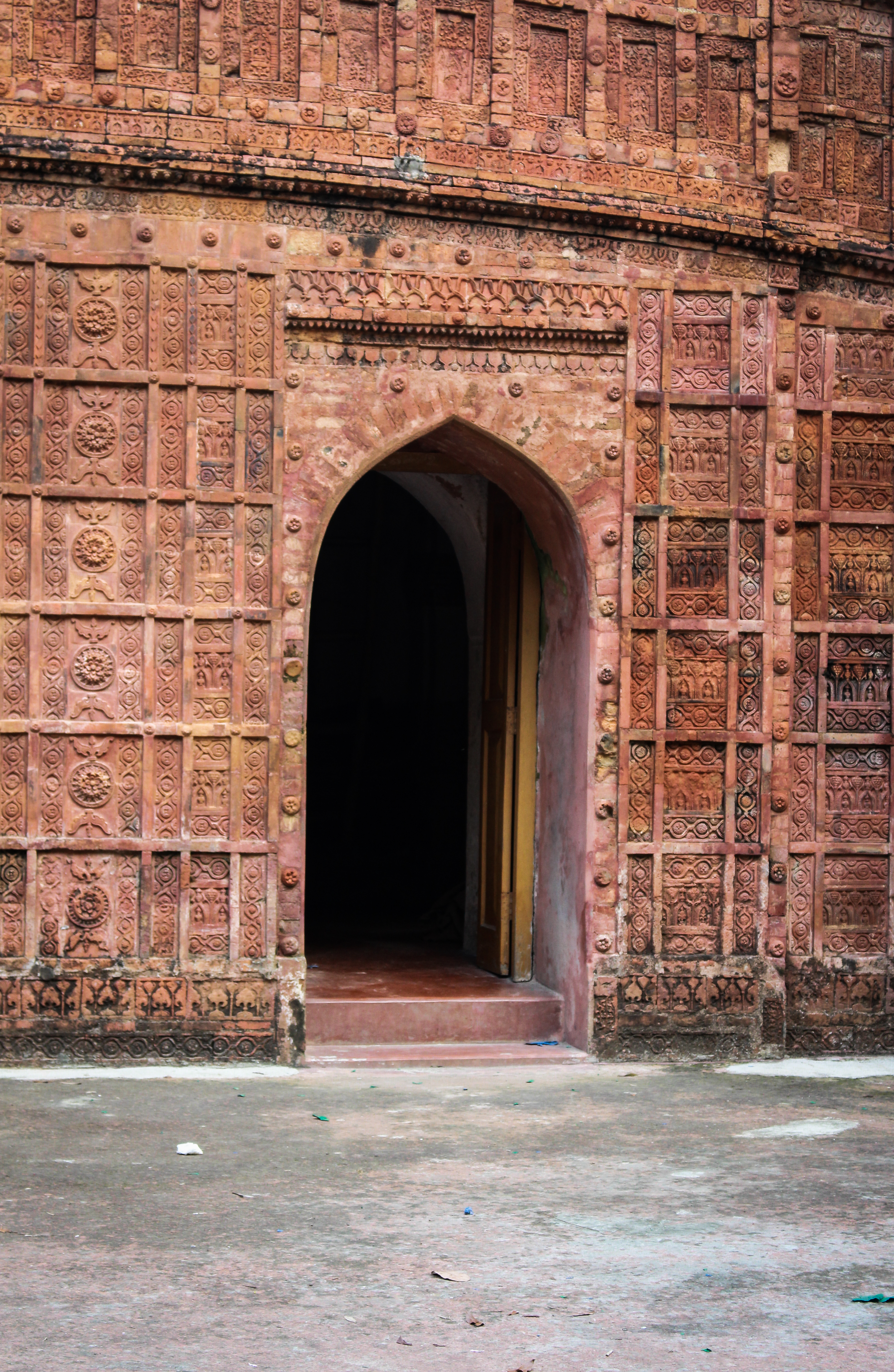
مدخل المسجد

مسجد عطية هو مسجد يقع في أوبازيلا ، منطقة تانجيل ، بنغلاديش . يعود تاريخ ببناءه إلى القرن السابع عشر في عهد إمبراطورية المغول .

## الموقع
يقع المسجد على بعد حوالي 6 كيلومتر (3.7 ميل) جنوب مدينة طنجيل .

## البناء
وفقًا لنقوش (يتم الاحتفاظ بها حاليا في متحف بنغلاديش الوطني ) ، فإن بناء المسجد كان بين عامي 1610 و 1611 في عهد الإمبراطور جهانكير. شيده سيد خان باني ، ابن بايزيد خان باني ، على شرف شاه بابا كشميري وهو قديس صوفي معروف في البنغال 